# Fiedleria
Fiedleria là một chi rêu trong họ Pottiaceae.